# Ordre moral

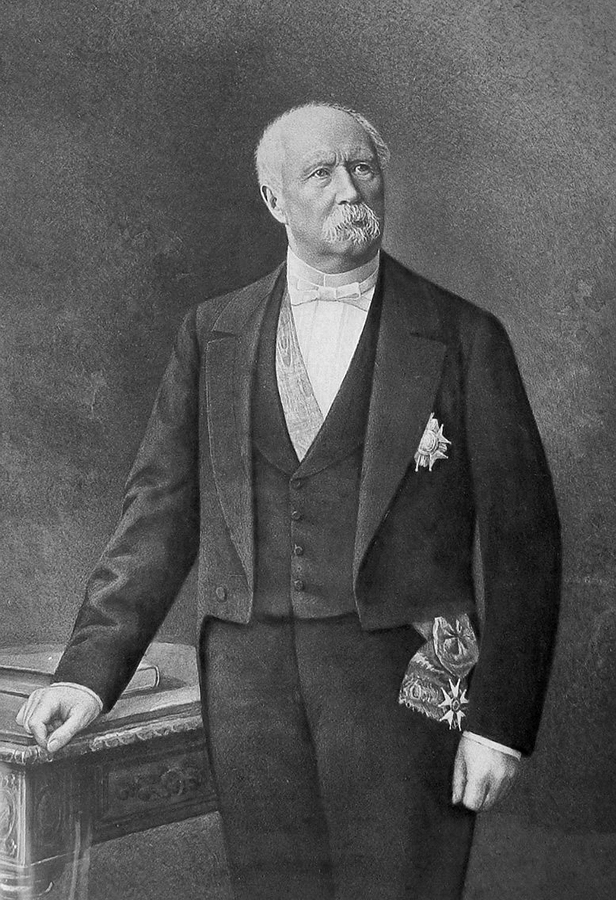
Patrice de Mac Mahon

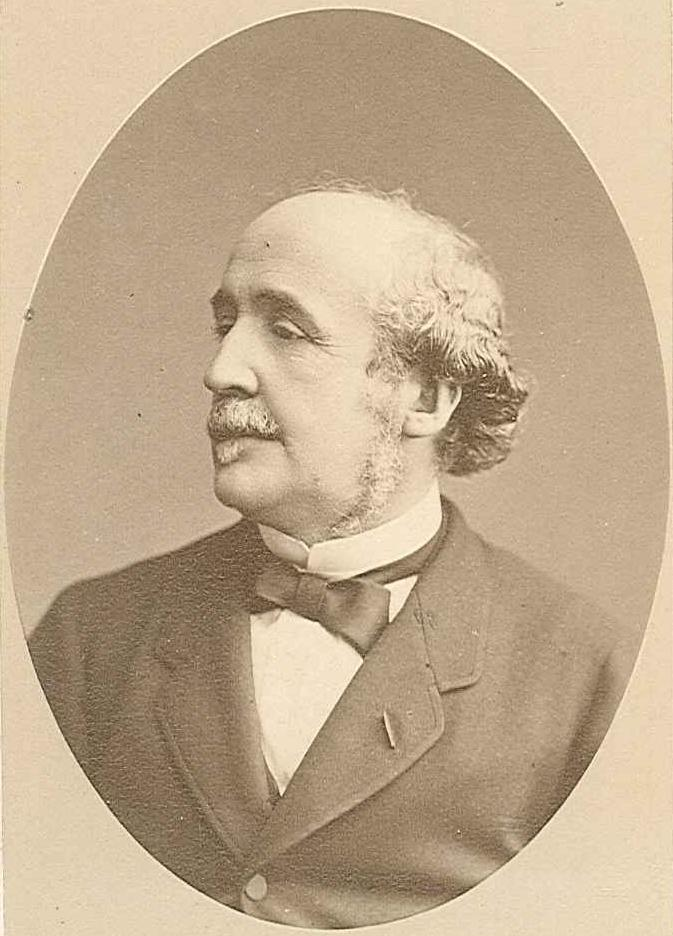
Albert de Broglie

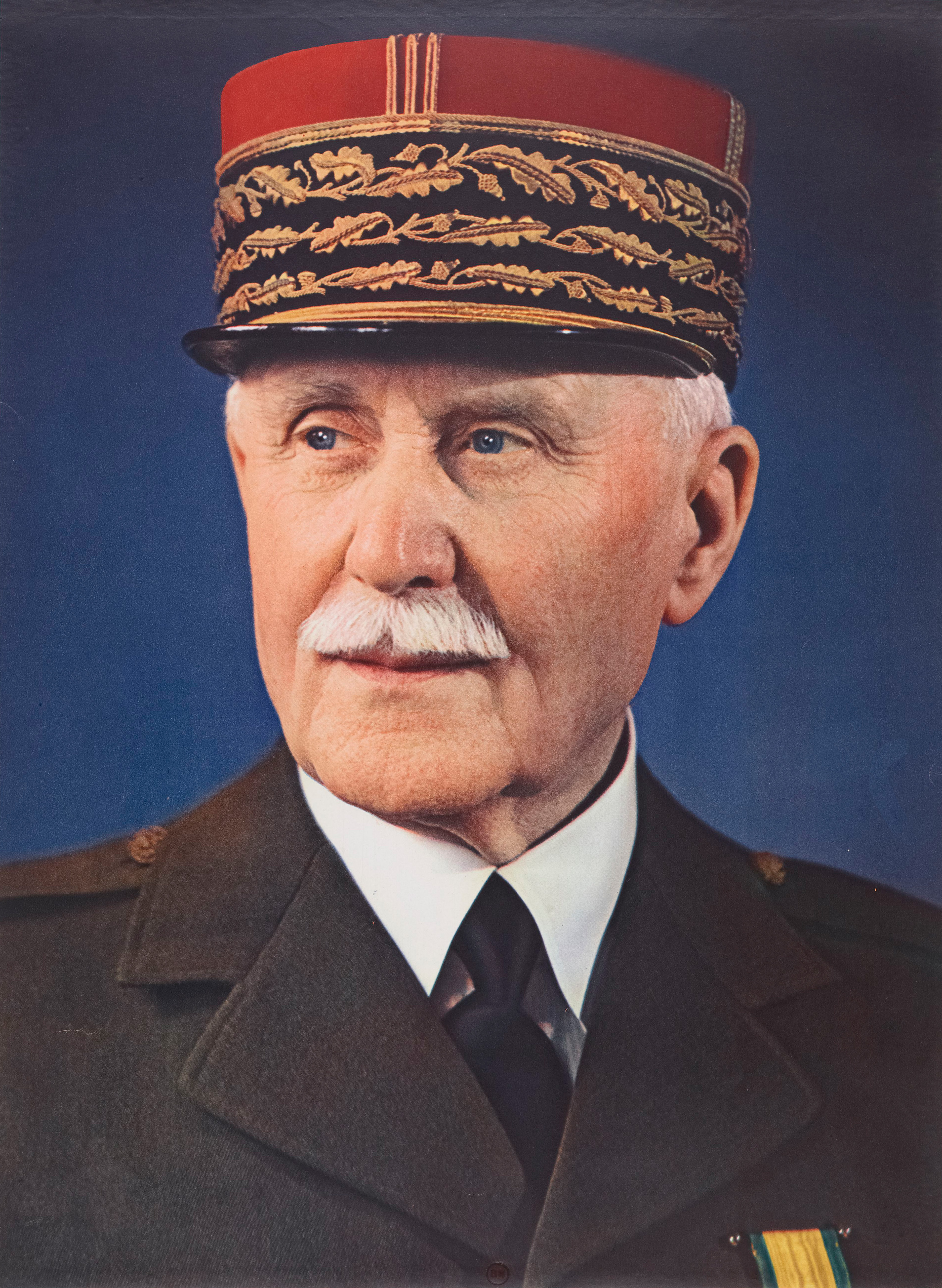
Philippe Pétain

Die Ordre moral (auf Deutsch „Moralische Ordnung“) war eine Koalition der politischen Rechten im Frankreich der Dritten Französischen Republik, die sich nach dem Sturz Napoleons III. und der provisorischen republikanischen Regierung gebildet hatte. Der Begriff bezeichnet auch die Politik, die die Regierungen von Albert de Broglie unter der Präsidentschaft von Marschall de Mac Mahon ab Mai 1873 verfolgte.

## Geschichte
Ziel der Regierungen de Broglies war es, die Gesellschaft auf die Dritte Restauration vorzubereiten. Der Ausdruck „moralische Ordnung“ wird in der Rede Mac-Mahons vom 28. April 1873 verwendet:

« Mit der Hilfe Gottes, der Hingabe unserer Armee, die immer Sklave des Gesetzes sein wird, und der Unterstützung aller ehrlichen Menschen werden wir das Werk der Befreiung unseres Territoriums und der Wiederherstellung der moralischen Ordnung unseres Landes fortsetzen. Wir werden den inneren Frieden und die Prinzipien, auf denen unsere Gesellschaft beruht, aufrechterhalten. »

Die moralische Ordnung sollte sowohl der religiösen Erneuerung der Gesellschaft als auch dem politischen Kampf gegen den republikanischen Radikalismus dienen. Sie stützte sich auf eine verstärkte religiöse Erziehung, die allein in der Lage sei, die schlechten Einflüsse der Philosophie der Aufklärung und des Positivismus auszumerzen.
Die politische Rechte – die zu dieser Zeit monarchistisch geprägt war – hatte bei den Parlamentswahlen 1871 mit 396 von 638 Sitzen eine deutliche Mehrheit errungen. Damit wäre die Rückkehr zur monarchistischen Staatsform möglich gewesen; allerdings blockierten sich die Orléanisten und die Legitimisten gegenseitig in ihrem Machtanspruch. Die Abgeordnetenkammer versuchte dies zu überspielen, indem sie die Amtszeit Mac Mahons auf sieben Jahre verlängerte (loi du septenat).
Als Beispiele für die Gesetzgebung der moralischen Ordnung seien der gemeinnützige Bau der Kirche Sacré-Cœur de Montmartre und das Gesetz von 1874 genannt, das die Ernennung der Bürgermeister dem Staatspräsidenten übertrug.
Diese Periode endete mit dem Sieg der Republikaner bei den Parlamentswahlen von 1876.

## Spätere Verwendung des Begriffs
Die Politik von Marschall Pétain während des Vichy-Regimes wird oft mit dem Begriff „moralischer Ordnungswille“ bezeichnet. In einer Rede vom 11. Oktober 1940 erklärte Pétain jedoch:

« Die neue Ordnung kann in keiner Weise eine Rückkehr zu den Fehlern beinhalten, die uns so viel gekostet haben, auch nicht unter dem Deckmantel einer moralischen Ordnung oder einer Revanche für die Ereignisse von 1936. »